# ケイリー・リンゴ

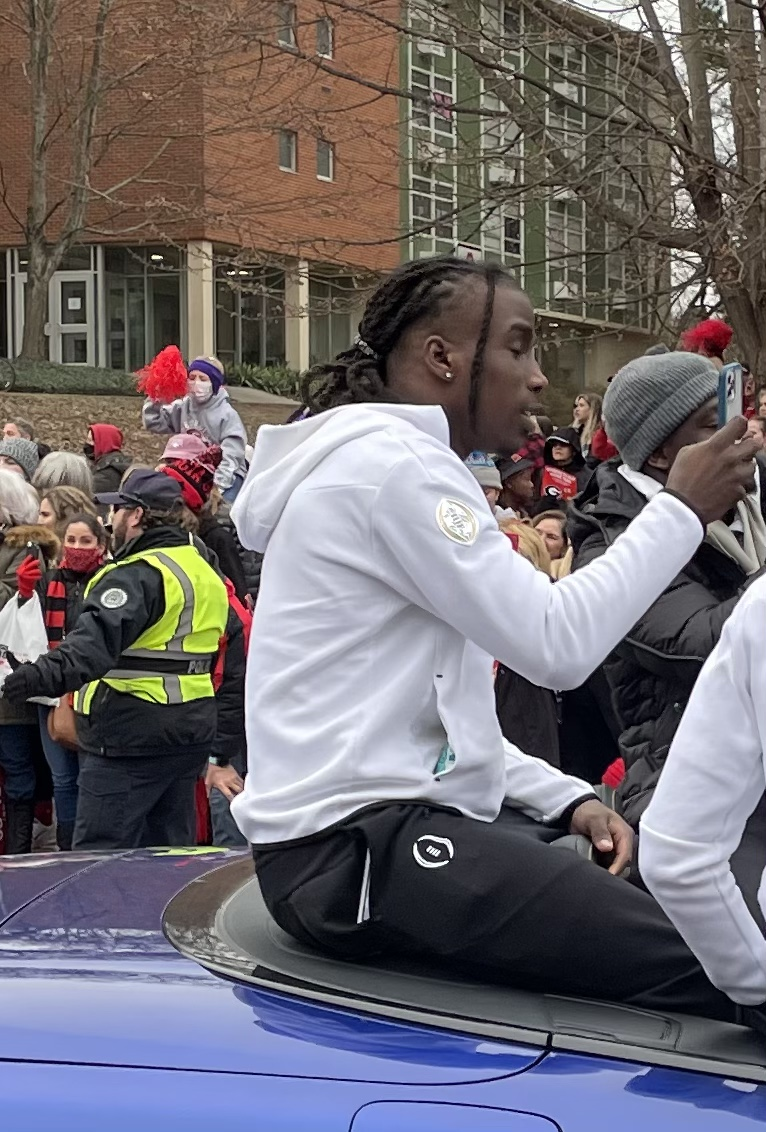
ケイリーリンゴ

ケイリー・ジャハレ＝ヘール・リンゴ（Kelee Jahare-Hale Ringo, 2002年6月27日 - ）は、アメリカ合衆国ワシントン州タコマ出身のアメリカンフットボール選手。NFLのフィラデルフィア・イーグルスでプレーしている。ポジションはコーナーバック。

## 経歴

### カレッジ
ジョージア大学に進学後、1年目の2020年は関節唇を痛めてNCAAのレッドシャツ制度の対象となり、シーズンを全休した。
2年目の2021年シーズンに初出場し、そのまま先発に定着した。チームはプレーオフを勝ち上がり、CFPナショナルチャンピオンシップでアラバマ大学に勝利して優勝。自身もこの試合でインターセプトからのタッチダウンを記録するなど活躍した。